# Kartuzijanski samostan Pleterje
Kartuzijanski samostan Pleterje ali krajše Kartuzija Pleterje, latinsko Domus  sanctissime Trinitatis (Dom Svete trojice), je samostan reda kartuzijanov, najstrožjega moškega reda v Rimokatoliški cerkvi. Stoji na Dolenjskem, blizu Šentjerneja, v objemu Gorjancev. Ta samostan je edina še delujoča kartuzija v Sloveniji. Ustanovil jo je grof Herman II. Celjski leta 1403. Hkrati je edina Kartuzija v Srednji Evropi, trenutno je v njej 13 patrov in 2 brata (2025).

## Zgodovina
Kartuzija Pleterje je bila četrta in hkrati zadnja ustanovljena slovenska kartuzija. Ustanovil jo je leta 1403 celjski grof Herman II.; osnovno dotacijo in ustanovno listino je izdal leta 1407. Tega leta se je končala tudi osnovna gradnja samostana in kapele. Samostan je bil dokončno zgrajen šele leta 1410 (tega leta so bile Pleterje tudi inkorporirane v red), medtem ko je bila samostanska cerkev končana šele leta 1420. Sodelovanje celjskih grofov (pozneje knezov) pri delovanju samostana je označevalo »obdobje najintenzivnejše rasti te ustanove«. S smrtjo Ulrika II. (1456), ko so Celjani propadli, se je pričelo tudi počasno zamiranje samostana. Temu so v veliki meri pripomogli še številni turški vpadi, saj se je kartuzija nahajala ob pomembni prometni poti. Leta 1471 so tako požgali samostanska poslopja, večkrat pa so opustošili samostansko posest in pobili oz. odpeljali podložnike. Kartuzijo so obnovili in jo utrdili z obzidjem.
V drugi četrtini 16. stoletja pa so pričeli na področju kartuzije naseljevati tudi Uskoke, tako da se je kartuzijska posest ponovno zmanjšala. To propadanje je potekalo vse dokler niso leta 1595 prevzeli kartuzijo jezuiti. S tem je bilo za slabih dvesto let delovanje kartuzije prekinjeno.
Šele leta 1899 je kartuzijanski red odkupil bivšo kartuzijo (ta je že postala zasebna last), ker so kartuzijane medtem izgnali iz Francije, ob vrnitvi so patri s seboj pripeljali skoraj vso notranjo opremo, tudi dragocena umetniška dela, ki so danes na ogled v prostorih Galerije Božidar Jakac v Kostanjevici na Krki.
Do leta 1904 je potekala obnovitev kartuzije, od starih stavb je ostala le več kot 600 let stara samostanska cerkev. Med drugo svetovno vojno so se jeseni leta 1942 v samostan vselili belogardisti, zato so ga čez nekaj mesecev napadli partizani. V spopadih je bilo uničenih več meniških celic.
O kartuzijanih in pleterski kartuziji je nekaj knjig napisal njen dolgoletni prior Josip Edgar Leopold.

## Kartuzija Pleterje danes
Obiskovalci Pleterij si lahko danes v nekdanji samostanski gotski cerkvi ogledajo projekcijo življenja kartuzijanov, saj vstop v kartuzijo ni dovoljen, na ogled pa je tudi muzej na prostem, v katerem so predstavljene nekdanje značilne kmečke stavbe in objekti s Šentjernejskega polja.
Kartuzija Pleterje danes preko svojega gospodarskega podjetja, t.i. ekonomije, upravlja med drugim tudi s šestimi hektarji vinogradov in šestimi hektarji sadovnjakov, patri in zaposleni se ukvarjajo tudi s čebelarstvom, žganjekuho, sadjarstvom, imajo svojo zbirko starih in odpornih sort jablan in hrušk, posebej pa je kartuzija znana po pleterski hruški, ki raste in dozori v steklenici, nato pa jo zalijejo s hruškovim žganjem, ter po pleterski grenčici iz 49 vrst zelišč.

## Nagrade in priznanja
- 2002: Steletovo priznanje za sodelovanje pri ohranjanju in vzdrževanju samostana[3]

## Galerija
- Samostan od daleč
- Vinogradi v okolici samostana
- Vhodno poslopje
- Drevored
- Samostan
- Gotska cerkev
- Notranjost stare gorske cerkve